# Condado de Lauderdale (Mississippi)
O Condado de Lauderdale é um dos 82 condados do estado norte-americano do Mississippi. A sua sede de condado é Meridian, que é também a sua maior cidade.
O condado tem uma área de 1852 km² (dos quais 31 km² estão cobertos por água), uma população de 78 161 habitantes, e uma densidade populacional de 43 hab/km² (segundo o censo nacional de 2000). O condado foi fundado em 1833 e o seu nome é uma homenagem a James Lauderdale (1780–1814), militar que morreu na primeira batalha de Nova Orleães, a última da chamada Guerra de 1812.